# Helena zpívá Ježka
Helena zpívá Ježka – album Heleny Vondráčkovej wydany w 2006 roku przez Supraphon. Stanowi 16 część Kolekcji Heleny Vondrackovej.

## Spis utworów
1. Ezop a brabenec
2. Klobouk ve křoví
3. Tři strážníci
4. Minulost přes palubu
5. Don Juan waltz
6. Šaty dělaj člověka
7. Svítá
8. Peníze nebo život
9. Strejček hlad
10. Kleopatra
11. Život je jen náhoda
12. Tragedie vodníkova
13. Když jsem kytici vázala
14. Nebe na zemi
15. Když jsem kytici vázala (bonus)